# ذا ويتشر 2: أساسنز أوف كينغز
ذا ويتشر 2: أساسنز أوف كينغز (بالإنجليزية: The Witcher 2: Assassins of Kings) أو المشعوذ 2: مغتالو الملوك (بالبولندية: Wiedźmin 2: Zabójcy królów) لعبة فيديو من نوع أكشن تقمص الأدوار تقع أحداثها في بيئة ذات عالم مفتوح صدرت وهي متوفرة على أجهزة مايكروسوفت ويندوز واكس بوكس 360 وماك أو إس عشرة, اللعبة من تطوير سي دي بروجكت ريد. اللعبة هي الثانية في السلسلة حيث سبقتها لعبة ذا ويتشر وأتت بعدها لعبة ذا ويتشر 3: وايلد هانت. بطل القصة هو الويتشر جيرالت من ريفيا وهو البطل في الجزئين الأول والثالث.

## روابط خارجية
- ذا ويتشر 2: أساسنز أوف كينغز على موقع IMDb (الإنجليزية)
- ذا ويتشر 2: أساسنز أوف كينغز على موقع ميوزك برينز (الإنجليزية)